# Arlette Dorgère
Arlette Dorgère (numele la naștere Anna Mathilde Irma Jouve, 8 iunie 1880 - 1965) a fost actriță franceză, model, dansatoare și cântăreață.
Născută la 8 iunie 1880, ca Anna Mathilde Irma Jouve, în al 8-lea arondisment al Parisului, Dorgère a apărut în zeci de piese de-a lungul întregii sale cariere. Fiind foarte cunoscută, populară și fotogenică, un adevărat model fotografic, Arlette Dorgère (numele său de scenă) a pozat pentru numeroase postere și vederi ale acelui timp, cunoscut, atât popular cât și istoric, ca La Belle Époque.

## Biografie
În timp ce era dansatoare principală pentru La Scala, în 1904, a cumpărat castelul Vigneux-sur-Seine, care a fost numit astfel la începutul secolului 20 de Dorgère. După cel de-al Doilea Război Mondial și-a vândut acea proprietate, la 28 septembrie 1948, pentru a se stabili în Maroc. În 1958, s-a căsătorit cu Louis Margerie, în Monaco, unde a și a decedat în 1965.
Pe lângă cariera sa teatrală, Dorgère a fost dansatoare, cântăreață și model, pentru o vreme. A apărut în mai multe reviste franceze.

## Apariții teatrale
| An   | Titlu                                           | Realizatorii spectacolului                                                                                    | Teatru                        |
| ---- | ----------------------------------------------- | --- | ----------------------------- |
| 1907 | L'Ingénu libertin ou La Marquise et le marmiton | Louis Artus                                                                                                   | Théâtre des Bouffes-Parisiens |
| 1909 | Les Deux Visages                                | Fernand Nozière                                                                                               | Théâtre Michel                |
| 1911 | L'Amour en manœuvres d'André Mouëzy-Éon         | André Mouëzy-Éon                                                                                              | Théâtre du Palais-Royal       |
| 1911 | La Revue des X                                  | Gaston Arman de Caillavet, Romain Coolus, Francis de Croisset, Albert Guinon, Max Maurey and Jacques Richepin | Théâtre des Bouffes-Parisiens |
| 1912 | La Part du feu d'André Mouëzy-Éon'’             | Marcel Nancey                                                                                                 | Théâtre des Bouffes-Parisiens |
| 1913 | Les Honneurs de la guerre                       | Maurice Hennequin                                                                                             | Théâtre du Vaudeville         |

## Arlette ca dansatoare
Dorgère a fost partenera dansatorului brazilian Duque, și împreună cu el a ilustrat coperta publicației dedicată tangoului brazilian, maxixe, Amapá. Revista, editată și scrisă (aproape integral) de Costa Júnior (acolo, semna sub pseudonimul Juca Storoni), care a fost publicată în Franța de Salabert și la New York City de Chappel &; Co., în 1913.
Duque a colaborat ulterior cu Gaby Deslys și, după turnee în Europa și America, precum și după ce a cântat și dansat cu diverși regi și conducători, a transformat maxixe în dansul la modă al perioadei finale a Belle Époque.

## Galerie de imagini

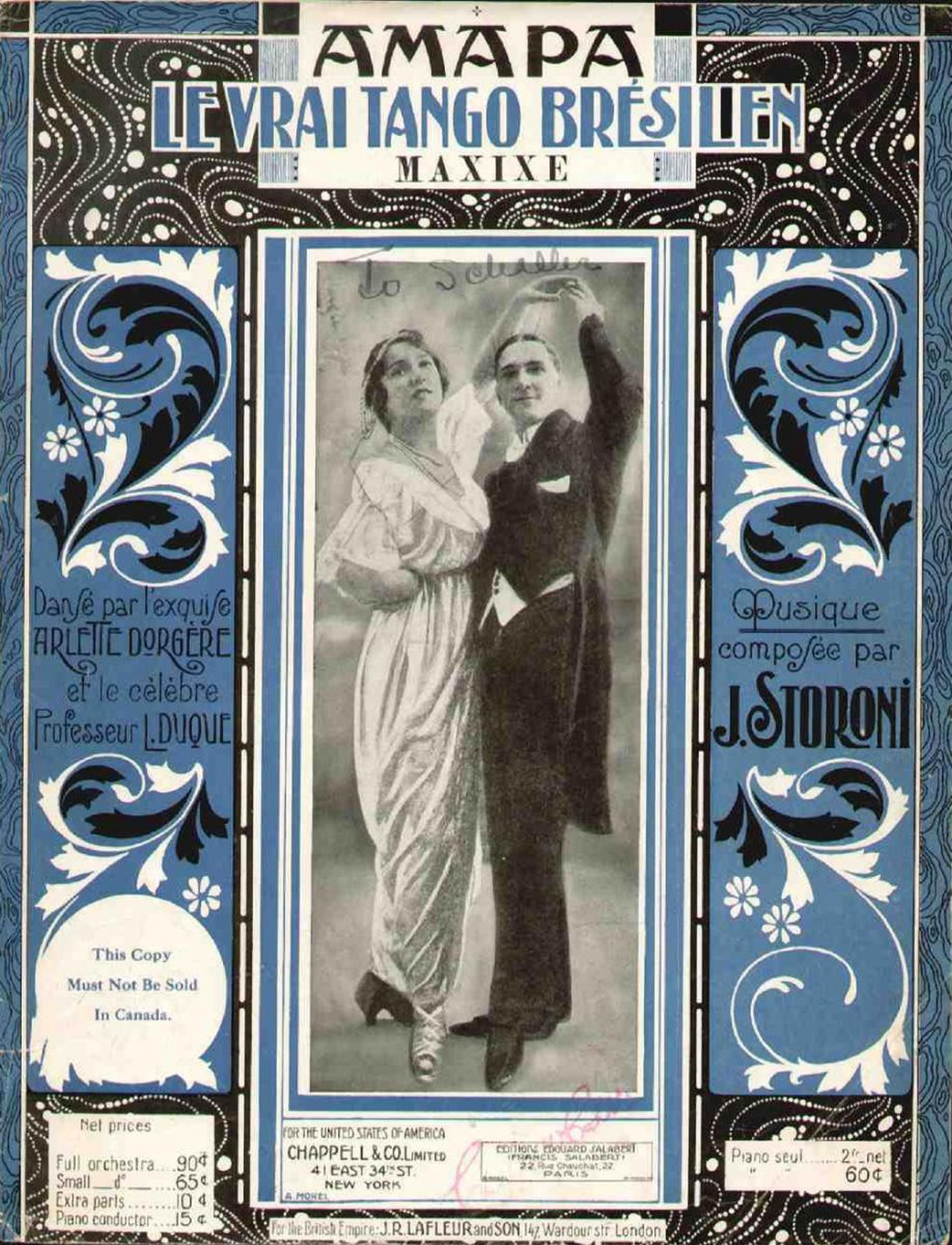
Arlette și Duque
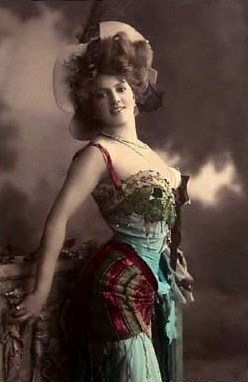
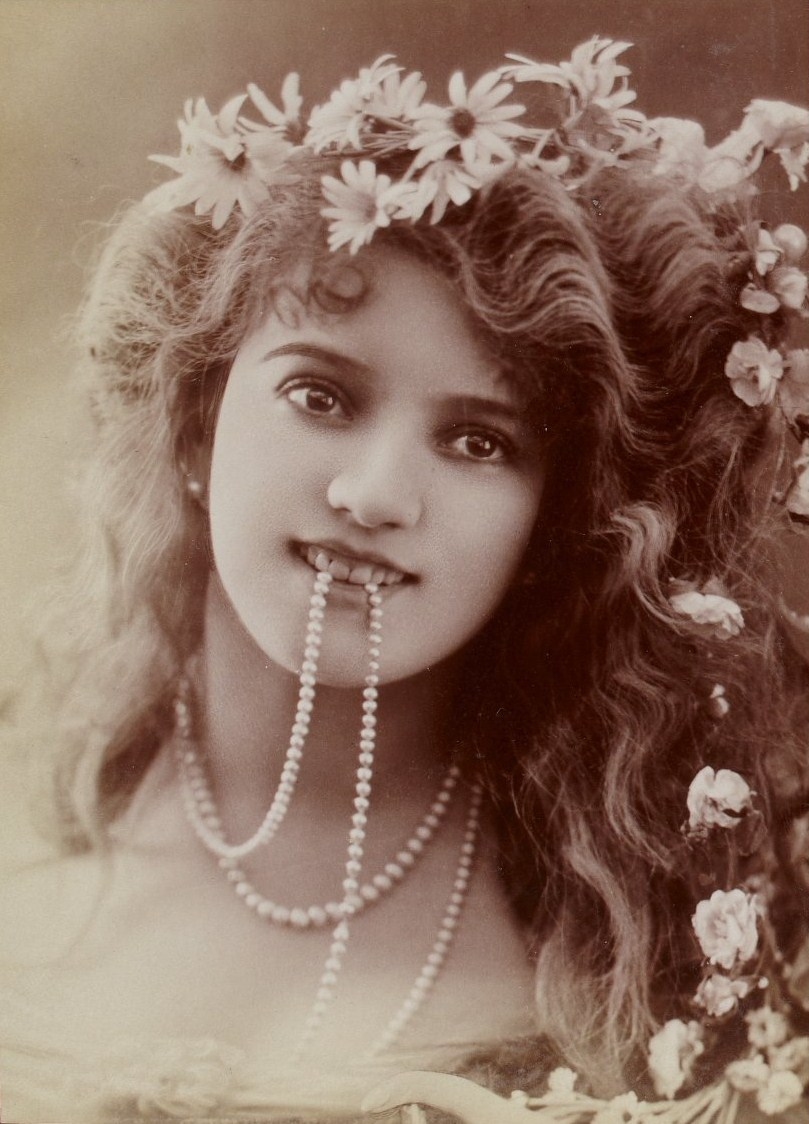
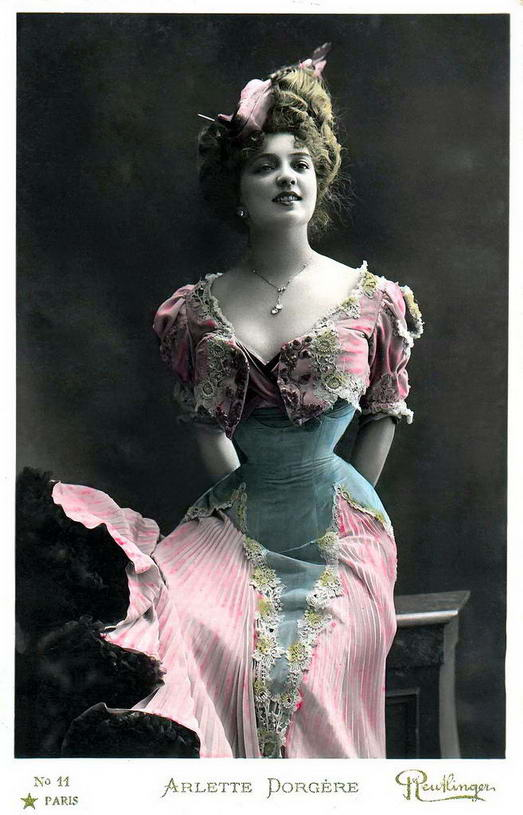
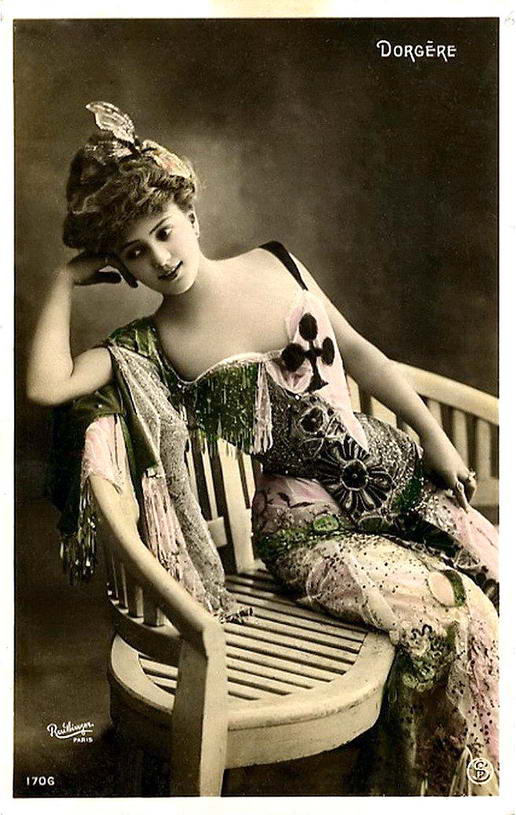
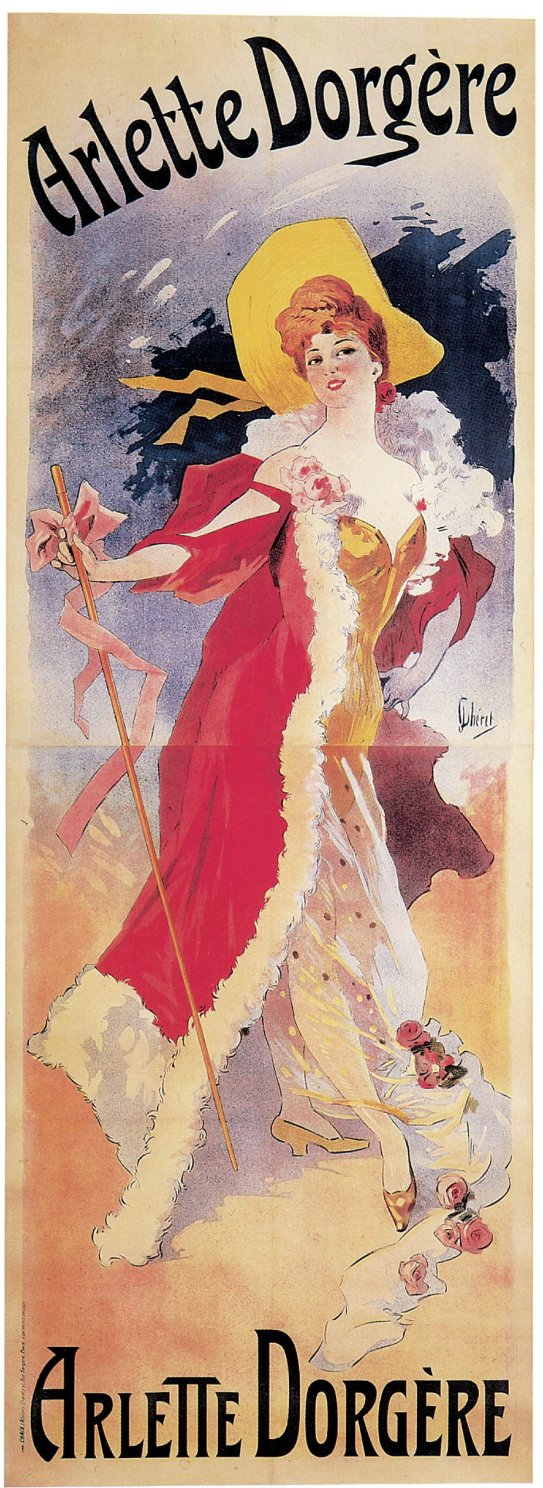
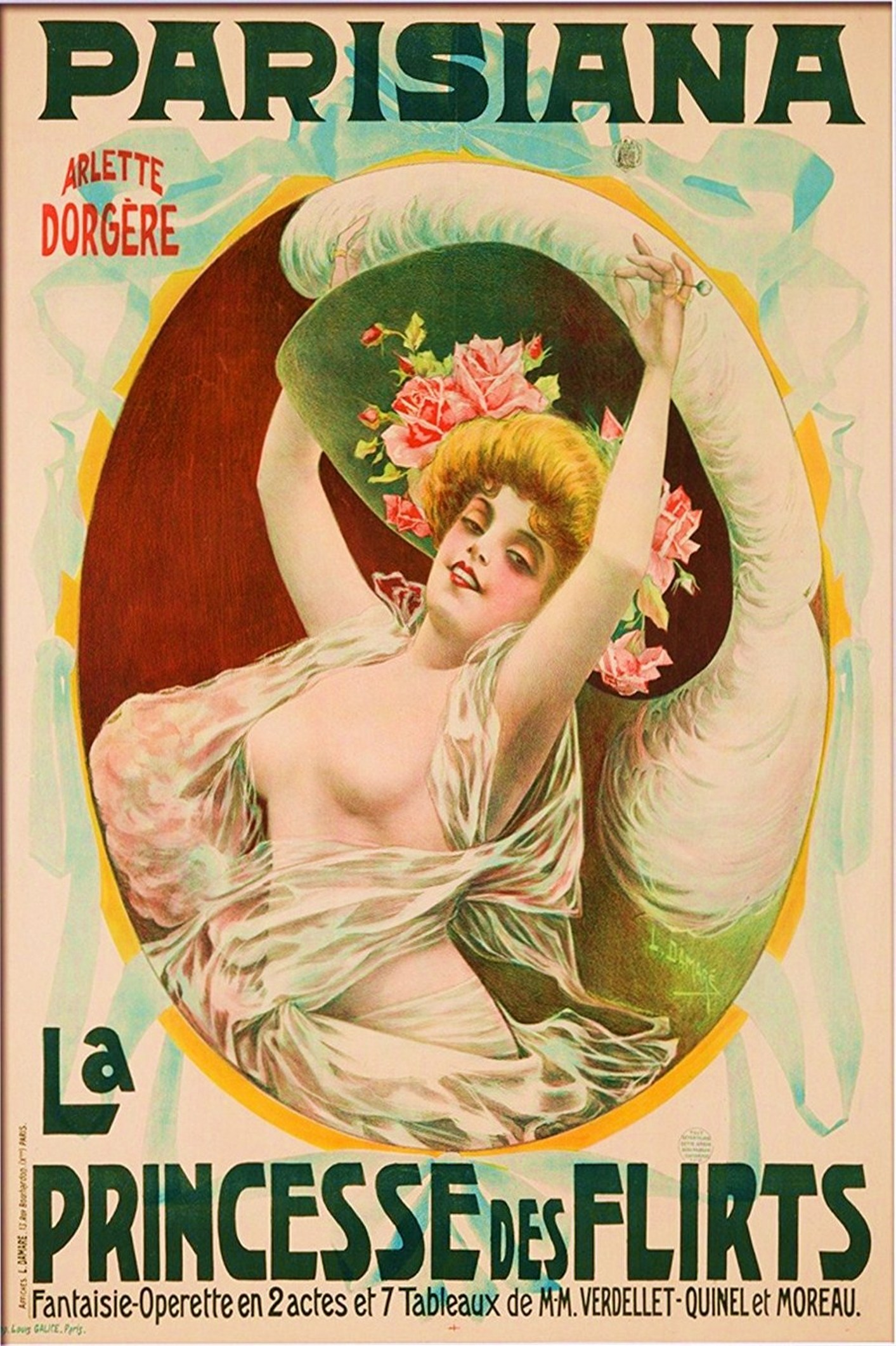
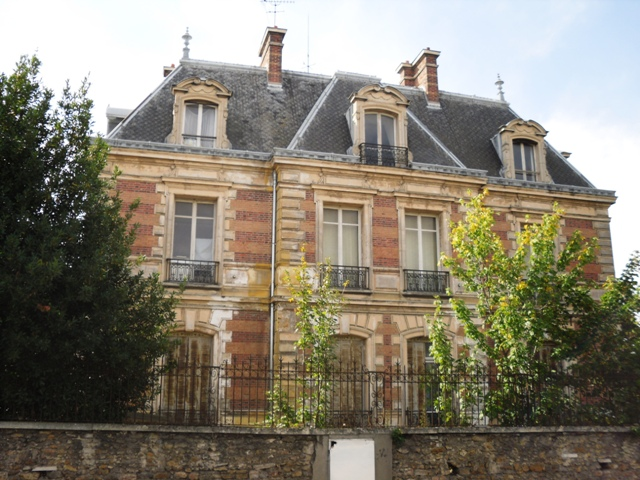